# Український клуб
«Український клуб»  — літературно-художня громадська організація, утворена 1908 року в Києві. Ініціатором створення був Микола Лисенко. Клуб об'єднував діячів української культури. Закритий міською владою 1912 р., продовжив цього ж року своє існування як клуб «Родина» до 1918 р. 
«Український клуб» відновлений 2002 року, сьогодні це дискусійний майданчик для експертів, політиків, науковців, політологів, представників громадськості. Забезпечує формування та діяльність незалежного експертного середовища, яке аналізує поточну політичну ситуацію, прогнозує сценарії подій та продукує проєкти рішень.

## Діяльність

### Опис
На честь відкриття клубу 1908 року Микола Лисенко спеціально написав фортеп'янний твір «На вхідчини».
При клубі діяли літературно-драматична, музично-хорова, лекційна та бібліотечна секції, а також — читальня, більярдна, буфет.
Активну участь у діяльності клубу брали: громадсько-політичний діяч і видатний мислитель Іван Огієнко, історик мистецтва Дмитро Антонович, археолог, мистецтвознавець Микола Біляшівський, літературознавець Сергій Єфремов, письменники Олександр Олесь, Олена Пчілка, Леся Українка, Любов Яновська, актори Марія Заньковецька, Микола Садовський, театрознавець і драматург Людмила Старицька-Черняхівська, режисер Марія Старицька, педагог Софія Русова, видавець В. Бублик, хірург Мартирій Галин, нейрогістолог, перекладач Олександр Черняхівський, просвітянин, мовознавець, лексикограф Михайло Кривинюк, публіцист, літературознавець, критик Федір Матушевський, громадський діяч і письменник Роберт  Якобовський та ін. У квітні 1909 р. зібрання відвідав Іван Франко, неодноразово бували тут письменники Михайло Коцюбинський, Іван Нечуй-Левицький, Панас Мирний.
У клубі влаштовувалися свята пам'яті Т. Шевченка, читання лекцій і рефератів. На його сцені виступали Микола Садовський і артисти його театру, артисти театру Соловцова, студенти старших курсів Музично-драматичної школи М. Лисенка, музиканти київських симфонічного та оперного оркестрів. Щоп'ятниці тут відбувалися літературні, щосуботи і щонеділі — музично-хорові вечори. Організовувалися концерти й літературні ранки для дітей, діяв молодіжний спортивний гурток. Статистика клубних відвідин свідчить про те, що популярність цих зібрань серед киян постійно зростала: 1909 р. — 2,5 тис. відвідувачів, 1911 р. — 13,5 тис. 
1911 р. було утворено художньо-етнографічну комісію, яка ухвалила оформити одну з кімнат будинку в українському національному стилі, щоб використати її як приклад побутової етнографії.
Діяльність національного клубу викликала невдоволення з боку влади. У жовтні 1912 р. його діячів було звинувачено у пропаганді заборонених видань, клуб закрито. Українська громадськість зуміла продовжити його діяльність під іншою назвою — клуб «Родина».
В «Українському клубі», клубі «Родина» та «Київському громадському зібранні» (вул. Володимирська, 45) влаштовувалися публічні зібрання, на яких виголошувалися реферати і доповіді з української історії та культури. 
1921 р. товариство увійшло до складу ВУАН. Містилося в різні роки за адресами: вул. Володимирська, 28; вул. Ярославів Вал, 36; вул. Десятинна, 9.

### Український клуб та ТУП
Від моменту створення Клубу тут діяв осередок Товариства українських поступовців (ТУП), організований 1908 р. на основі Української демократично-радикальної партії (УДРП; заснована 1905 р., самоліквідувалася 1907 р.). Головним напрямом діяльності Товариство визначало розвиток української культури, освіти. Члени партії були активними діячами Українського наукового товариства, інших громадських науково-просвітницьких об'єднань. 3 — 7 березня 1917 р. у клубі «Родина» відбулися збори українських партій та організацій, скликані з ініціативи ТУПу у зв'язку з революційними подіями у Петрограді. Саме на них народилася ідея Української Центральної Ради  як головного представницького центру українського руху. В останній день зборів головою УЦР було обрано Михайла Грушевського (перебував тоді у Москві), заступниками — Дмитра Антоновича, Дмитра Дорошенка, Федора Крижанівського. Згодом УЦР працювала у Педагогічному музеї (вул. Володимирська, 57), де в березні 1917 р. проходив з'їзд ТУПу. На ньому було відроджено УДРП, провід якої працював у приміщенні клубу до червня 1917 р. За цей період партію було відновлено і перейменовано на Українську партію соціалістів-федералістів (УПСФ). До керівництва УДРП входили Сергій Єфремов (голова), А. В'язлов, Д. Дорошенко, М. Левицький, Д. Лотоцький, Ф. Матушевський, А. Ніковський, В. Прокопович, О. Саліковський, М. Славинський, Л. Старицька-Черняхівська, П. Стебницький, П. Чижевський, С. Шелухін, І. Шраг, О. Шульгин.
(За матеріалами «Зводу пам'яток історії і культури України»)

### Новітній етап
Роботу Українського клубу як творчого об'єднання поновлено восени 2002 року. Установче зібрання відбулось 2 грудня 2002 року у приміщенні НСПУ, вул. Банкова, 2.
З вересня 2005 року засідання Українського клубу у щотижневому режимі відбуваються у конференц-залі Міжнародного Центру національного відродження імені Степана Бандери на Ярославім Валу, 9 у Києві. З 22 січня 2007 року засідання Українського клубу відбуваються у форматі круглих столів двічі на тиждень.
Зараз засідання клубу відбуваються щопонеділка о 15:00 за адресою Київ, вул. Є. Коновальця, 11.
Раз на місяць в одну із субот о 12:00 під головуванням Тетяни Іванчук у Музеї Миколи Лисенка (вул. Саксаганського, 95) відбувається ЛІТФОРУМ, що збирає письменників і музикантів.

## Персоналії
- Кухарук Роман Васильович — голова клубу;
- Литвиненко Віталій Вікторович — український журналіст, радник голови клубу з питань міжконфесійного діалогу;